# Canon EOS-1
Canon EOS-1 — семейство малоформатных однообъективных зеркальных фотоаппаратов с автофокусом, выпускавшихся компанией Canon в общей сложности с мая 1989 до конца 2012 года. Базовая модель EOS-1 стала первой профессиональной камерой в фотосистеме Canon EOS с новым байонетом Canon EF и заменила Canon New F-1 с неавтофокусным байонетом Canon FD. За основу был взят дизайн фотоаппарата Canon T90, разработанный конструктором Луиджи Колани.
В 1994 году на смену первой модели вышла модернизированная версия Canon EOS-1N, а через год семейство дополнила скоростная камера EOS-1N RS с неподвижным полупрозрачным зеркалом. Последней моделью серии в 2001 году стал фотоаппарат Canon EOS-1V, остававшийся в продаже в некоторых странах до 2018 года. Основные принципы его конструкции с незначительными изменениями используются в цифровых профессиональных камерах серий Canon EOS-1D и EOS-1Ds.

## Особенности конструкции
Фотоаппарат Canon EOS-1 произвёл настоящую революцию в мировом фотоаппаратостроении, задав дальнейшее направление развития однообъективных зеркальных камер. Большинство технических решений, использованных в этой модели, на тот момент уже были воплощены в главном конкуренте — Nikon F4. Это встроенный в кинематику камеры моторный привод без курка взвода, скоростной ламельный затвор с вертикальным движением металлических шторок, многорежимная экспозиционная автоматика, полный набор режимов измерения экспозиции, автоматика системных фотовспышек Canon EOS flash system по системе TTL OTF и многое другое.
Главным достижением стал новейший автофокус, впервые основанный на ультразвуковых моторах USM, встроенных непосредственно в оправу каждого сменного объектива. При этом объективы соединялись с агрегатами фотоаппарата только при помощи электронного интерфейса, исключая механические связи, а ручная фокусировка не требовала отключения привода. Это позволило многократно повысить эффективность автофокусировки, превзошедшую все предыдущие аналоги. Впервые в профессиональном фотоаппарате разработчики отказались от традиционной эргономики: диск выдержек и кольцо диафрагмы, как и многие другие органы управления были заменены двумя многофункциональными колёсами настройки, кнопками выбора и индикацией на жидкокристаллических дисплеях.
Новейшие технические решения, на которых основана камера, были отработаны на предыдущих любительских моделях EOS 650 и EOS 620, но в профессиональной использованы впервые. Новый байонет был совершенно несовместим с уже выпущенными объективами Canon FD. Однако, скорость и точность автофокусировки оказались настолько высоки, что фотосистема EOS за несколько лет заняла лидирующие позиции на рынке профессиональной фототехники, особенно в спортивной фотографии. Если Олимпиаду с Сеуле в 1988 году фотожурналисты снимали в основном «Никонами», то на следующей в 1992 году подавляющее большинство было за камерами Canon EOS-1.

## Canon EOS-1N

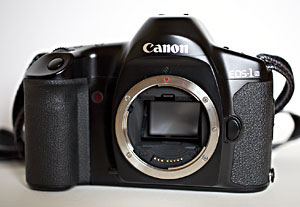
Фотоаппарат «Canon EOS-1N»

В 1994 году на смену первой модели пришла новая, отличающаяся дополнительными точками автофокусировки: теперь вместо одной их стало пять, расположенных в ряд вдоль длинной стороны кадра. При этом использован датчик автофокуса, хорошо зарекомендовавший себя в любительской модели Canon EOS 5. Это позволило более точно фокусировать объекты по краям кадра и автоматически отслеживать их положение. Ещё одним усовершенствованием стала улучшенная пылевлагозащита. Количество зон измерения матричного режима было увеличено с 6 до 16, повысив точность определения экспозиции. Точечный замер с переменным размером зоны измерения стал сопряжённым с выбранной точкой фокусировки. В качестве материала шторок нового затвора кроме алюминиевого сплава использован кевлар, вдвое повысивший межремонтный ресурс.

### Технические параметры
- Диапазон выдержек ламельного затвора с вертикальным движением металлических шторок — от 1/8000 до 30 секунд. Синхронизация электронных фотовспышек на выдержках не короче 1/250 секунды. Кроме того, предусмотрена ручная выдержка. Назначенный ресурс затвора впервые приблизился к главному конкуренту Nikon, составляя 100000 срабатываний до первой поломки[9];
- Жёстковстроенный пентапризменный видоискатель, отображающий 100 % площади будущего кадра. Сменные фокусировочные экраны и диоптрийная коррекция окуляра с вынесенным на 20 мм выходным зрачком (англ. High Eyepoint). Появилась встроенная окулярная шторка, которой не было у первой модели[9];
- Скорость серийной съёмки фотоаппарата со штатной батареей 2CR5 — 3 кадра в секунду. При работе с бустером PDB—E1 от восьми батареек типа AA до 6 кадров в секунду в покадровом режиме автофокуса (в комбинации с этим бустером камера называлась Canon EOS-1N HS). Ещё одна батарейная рукоятка PB—E1 позволяет использовать 4 батарейки AA вместо дорогостоящей 2CR5, но скорость съёмки при её использовании остаётся стандартной;
- Режимы автоматического управления экспозицией: приоритет выдержки, приоритет диафрагмы и программный автомат, учитывающий фокусное расстояние установленного объектива. Впервые реализован режим приоритета глубины резкости, подбирающий диафрагму на основе данных всех пяти датчиков автофокуса. В режиме «М» возможно полуавтоматическое управление экспозицией с контролем её отклонения по шкале в поле зрения видоискателя;
- Фазовый автофокус с ручным или автоматическим выбором одной из пяти точек фокусировки, расположенных в ряд. Покадровый и следящий автофокус с предсказанием положения движущихся объектов;
- Электронный автоспуск с 2-х и 10-секундной задержкой и возможностью предварительного подъёма зеркала в начале хода[* 1]. Репетир диафрагмы и возможность девятикратной мультиэкспозиции;
- Задняя крышка съёмной конструкции может заменяться управляющей Command Back E1, с функциями впечатывания даты и съёмки по таймеру;
- Полуавтоматическая зарядка плёнки и автоматическая обратная перемотка по её окончании;

## Canon EOS-1N RS

Порядок работы шторок затвора «Canon EOS-1N RS»

Специально для съёмки спорта в 1995 году выпущен скоростной вариант камеры с неподвижным полупрозрачным зеркалом. Световой поток объектива расщепляется зеркалом на две части в пропорции 65:35 в кадровое окно и видоискатель соответственно. Фотоаппарат штатно комплектовался несъёмным бустером PDB—E1 и обеспечивает рекордную для того времени скорость серийной съёмки до 10 кадров в секунду.
В камере использован тот же затвор, что в модели EOS-1N, но работающий в режиме «двойного перекрытия» (англ. Double Bladed Shutter), чтобы предотвратить засветку плёнки через щели между ламелями, поскольку объектив никогда не перекрыт подвижным зеркалом, как в обычных фотоаппаратах. Для этого изменён порядок взвода и спуска шторок, как это сделано в аналогичном затворе Nikon F4: шторки взводятся не одновременно, а раздельно. В состоянии готовности во взведённом положении находится только первая шторка, тогда как вторая остаётся спущенной и взводится непосредственно перед началом съёмки. В результате кадровое окно в перерыве между съёмками перекрыто одновременно обеими шторками: взведённой первой и спущенной второй.
В модуль автофокусировки, расположенный так же, как у обычной модели, свет попадает за счёт дополнительного подвижного зеркала, выводимого из светового потока одновременно со взводом второй шторки. При съёмке в скоростном режиме «RS» взвод второй шторки и уборка вспомогательного зеркала происходят при поджатии спусковой кнопки, делая следящий автофокус невозможным. Одновременно прыгающая диафрагма объектива закрывается до рабочего значения, и в результате задержка срабатывания затвора составляет всего 0,006 секунды.
Canon EOS-1N RS стал самым скоростным профессиональным фотоаппаратом с автофокусом. Его лидерство не пошатнул даже вышедший через год Nikon F5, снимавший до 8 кадров в секунду с подвижным зеркалом. Среди плёночных фотоаппаратов более высокой скоростью съёмки обладали только «Nikon F3 H» и «Canon New F-1 High Speed»: 13,5 и 14 кадров в секунду соответственно. Но обе эти камеры не оснащались автофокусом.

## Canon EOS-1V
Латинская буква «V» в названии одновременно обозначает пятое поколение профессиональных фотоаппаратов Canon, с учётом всех предыдущих, в том числе с ручной фокусировкой. Модель завершила серию, заменив одновременно «EOS-1N» и «EOS-1N RS» за счёт рекордной скорости съёмки с подвижным зеркалом — 10 кадров в секунду в покадровом режиме автофокуса и 9 при следящей фокусировке. Одновременно за счёт новой конструкции зеркала время затемнения видоискателя уменьшено до рекордных 87 миллисекунд. Предельная частота доступна с бустером PB-E2, совместимым с предыдущими «единицами». Для поддержания высокой скорости серийной съёмки требовалось питание от специального никель-металлгидридного аккумулятора NP-E2. Камера стала самой быстрой среди плёночных фотоаппаратов с подвижным зеркалом. Рекорд был превзойдён только через 6 лет цифровым Nikon D3, снимающим 11 кадров в секунду.
Модуль автофокуса, «обкатанный» до этого в модели EOS-3, позволяет производить наводку по одной из 45 точек. Новшеством стала возможность управления настройками камеры из компьютера, соединяющегося с ней по интерфейсу USB. Матричный замер вновь усовершенствован и осуществляется по 21 зоне вместо 16 в предыдущей версии. Добавлен сенсор, измеряющий экспозицию при съёмке на инфрахроматическую плёнку. Пылевлагозащита полностью металлического корпуса содержит более 70 уплотнений, выдерживающих проливной дождь. В отличие от всех остальных плёночных «единиц», относящихся к группе «Б», эта камера поддерживает новую технологию управления вспышками E-TTL и поэтому относится к группе «А». В автоматическом режиме с камерой работоспособны только вспышки новой серии EX.
Камера была отмечена наградами TIPA Best 35mm SLR Camera 2000 и EISA Professional Camera 2000—2001. Canon EOS-1V выпускался до 2010 года, а официально продавался до 2018.

## Цифровые гибриды

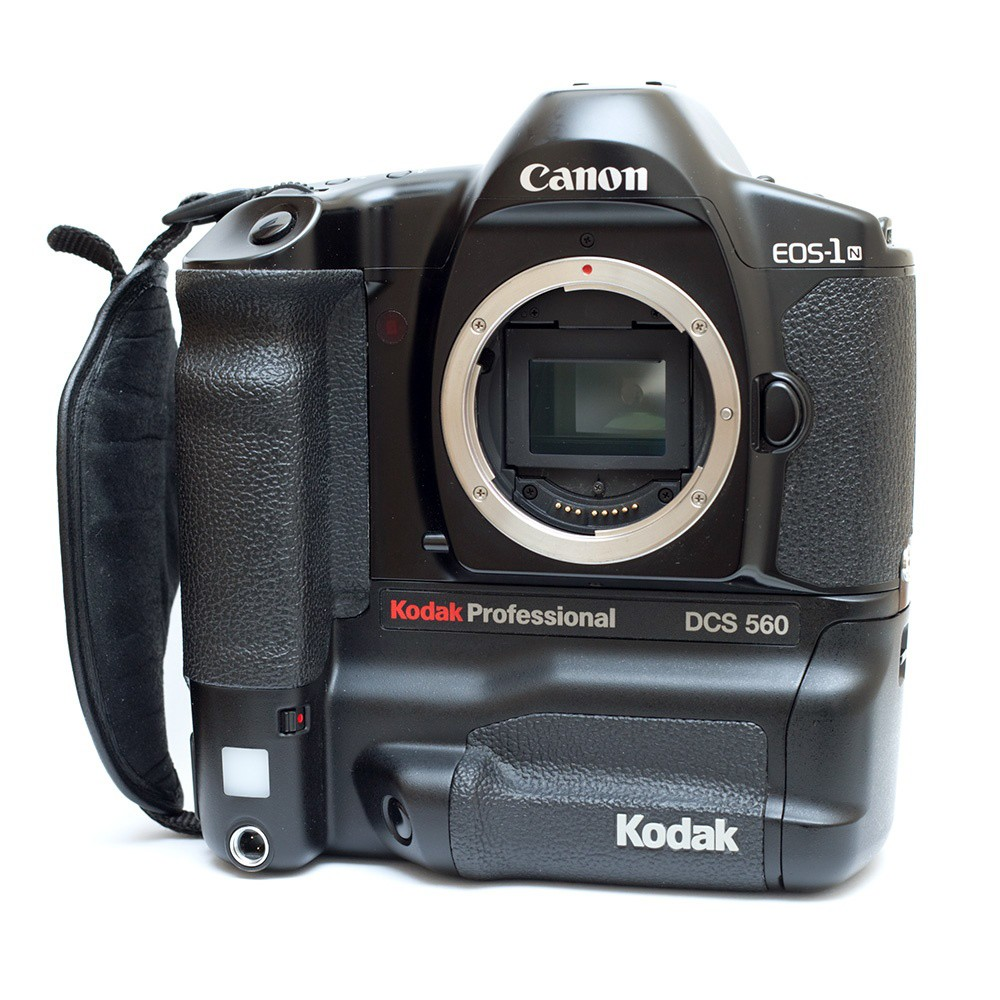
Цифровой фотоаппарат Kodak Professional DCS 560, созданный на основе Canon EOS-1N

В 1995 году в результате сотрудничества Canon и Kodak на основе Canon EOS-1N была создана линейка цифровых фотоаппаратов, в которую по очереди вошли три модели (Canon EOS DCS 5, Canon EOS DCS 3 и Canon EOS DCS 1) с матрицами разрешением 1,5; 1,3 и 6 мегапикселей соответственно. Поскольку физический размер матриц был меньше, чем у малоформатного кадра, угол поля зрения объективов уменьшался пропорционально уменьшению диагонали эффективного кадра. При этом допускалось использование любых объективов EF, с учётом их кроп-фактора для каждой из трёх моделей: 2,6; 1,65 и 1,3. Для этого на фокусировочном экране наносилась рамка, соответствующая полю зрения матрицы. На стандартный корпус плёночного фотоаппарата вместо съёмной задней крышки устанавливался цифровой задник с ПЗС-матрицей Kodak и 2,5-дюймовым жёстким диском с интерфейсом PCMCIA. Вместе с аналогичными устройствами на основе Nikon F3 и Nikon F90 эти фотоаппараты стали первыми цифровыми зеркальными камерами, цена которых колебалась от 15 000 до 40 000 долларов. Из-за огромной стоимости фотоаппараты выпускались ограниченным тиражом только для фотослужб международных информагентств и крупнейших ежедневных газет. В настоящее время эти устройства представляют большую коллекционную ценность.
Три года спустя на шасси того же EOS-1N был выпущен Canon EOS D2000 (Kodak Professional DCS 520), способный снимать 3,5 кадра в секунду с разрешением 2 мегапикселя. Цифровой блок был полностью интегрирован в фотоаппарат EOS-1N и впервые оснащён жидкокристаллическим дисплеем для просмотра готовых снимков. Кроме того, для передачи файлов в компьютер вместо громоздкого интерфейса SCSI использован более современный IEEE 1394. Запись снимков стала возможна на несколько типов носителей, в том числе IBM Microdrive и CompactFlash. Одновременно вышла модель Canon EOS D6000 (Kodak Professional DCS 560) стоимостью 29 995 долларов с шестимегапиксельной матрицей и более низкой скоростью съёмки. Физический размер матрицы последней модели соответствует стандарту APS-H.
Обе камеры считаются первыми устройствами, полностью интегрировавшими цифровое оснащение в зеркальный фотоаппарат.
В 2001 году на основе последней плёночной модели EOS-1V и с учётом опыта, полученного при проектировании предыдущих цифровых гибридов, создан профессиональный цифровой фотоаппарат Canon EOS-1D, положивший начало двум линейкам, выпускающимся до настоящего времени.